# North Anson
North Anson es un lugar designado por el censo ubicado en el condado de Somerset en el estado estadounidense de Maine. En el censo de 2020 tenía una población de 459 habitantes y una densidad poblacional de 81,53 habitantes por km². Fue incluido como CDP en el censo de 2020. 

## Geografía
North Anson se encuentra ubicado en las coordenadas 44°51′18″N 69°53′59″O / 44.85500, -69.89972. Según la Oficina del Censo de los Estados Unidos,  tiene una superficie total de 5,63 km², de la cual 5,47 km² corresponden a tierra firme y 0,16 km² a agua.